# کریسمس در ایسلند

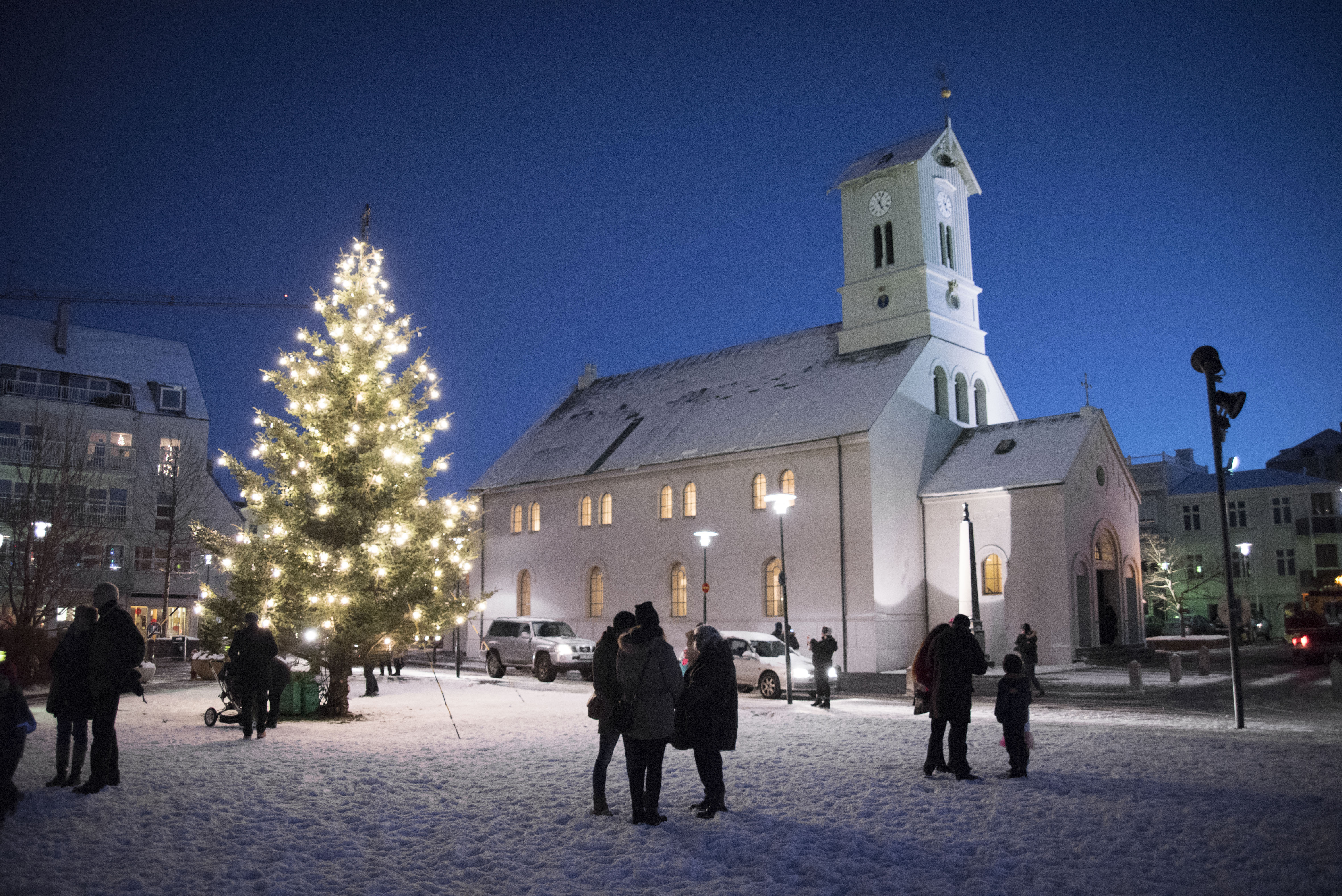
درخت کریسمس در خارج از کلیسای جامع ریکیاویک

کریسمس در ایسلند (Jól) (به انگلیسی: Christmas in Icelan) چهار هفته قبل از روز کریسمس که ۲۴ دسامبر (Aðfangadagur) است، آغاز می‌شود و سیزده روز بعد آن، در ۶ ژانویه (Epiphany) به پایان می‌رسد.
به‌طور سنتی، هر یکشنبه یک شمع روشن می‌شود تا اینکه در روز ۲۴ دسامبر چهار شمع روشن شود. در ساعت ۶:۰۰ بعد از ظهر ناقوس کلیسا برای شروع جشن کریسمس به صدا در می‌آید. ایسلندی‌های مذهبی و/یا سنتی در این زمان در مراسم عشای ربانی شرکت می‌کنند در حالی که ایسلندی‌های غیر مذهبی غذای جشن خود را بلافاصله آغاز می‌کنند. بعد از تمام شدن غذا، هدایایی را باز می‌کنند و عصر را با هم می‌گذرانند. در ایسلند مردم در تعطیلات یول اغلب بره دودی، پتارمگان و بوقلمون می‌خورند. گوشت خوک نیز بسیار محبوب است.
سیزده روز قبل از ۲۴ دسامبر، کودکان کفش‌های خود را کنار پنجره می گذارند تا ۱۳ یول لدز (jólasveinarnir) بتوانند هدایای کوچکی در کفش‌های خود بگذارند. یول لادز فرزندان دو ترول به نام‌های گریلا و لپالودی هستند که در کوه‌های ایسلند زندگی می‌کنند. هر یک از یولدها به انواع شیطنت‌ها (مثلاً به هم زدن درها، دزدیدن گوشت، دزدیدن شیر یا خوردن شمع‌ها) معروف هستند. یول لدز به‌طور سنتی لباس‌های پشمی اولیه ایسلندی می‌پوشند، اما اکنون به دلیل کت و شلوار قرمز و سفید قابل تشخیص‌تر هستند.
هر خانه به‌طور معمول یک درخت کریسمس را در داخل اتاق نشیمن قرار می‌دهد که بیشتر آن را در ۱۱ دسامبر تزئین می‌کنند. علاوه بر تزئینات، هدایایی در زیر درخت گذاشته می‌شود. همچنین در بسیاری از خانه‌ها پختن ماهی (اسکیت) در روز ۲۳ دسامبر یک سنت است. این روز به عنوان روز سنت تورلاک (Þorláksmessa) شناخته می‌شود.
در طول فصل تعطیلات، خانواده‌ها برای پختن کلوچه‌های کوچک برای مهمانان، با هم دیگر هم کاری می‌کنند. رایج‌ترین شیرینی، شیرینی زنجبیلی نازک هستند که در رنگ‌های مختلف تزئین می‌شوند. بسیاری از خانواده‌ها نیز سنت درست کردن laufabrauð، که نان نازک صافی است که با استفاده از یک ابزار خاص و تکنیک تاشو درست می‌شود، را نگه می‌دارند.
پایان سال بین دو روز تقسیم می‌شود - روز سال قدیم (Gamlarsdagur) و روز سال نو (Nýársdagur). در شب اول و صبح دوم، ایسلندی‌ها آتش بازی می‌کنند که سال قدیم را منفجر کنند و از سال جدید استقبال کنند.
سیزده روز پس از ۲۴ ام، ایسلندی‌ها با یولدها و دیگر موجودات عرفانی مانند الف‌ها و ترول‌ها خداحافظی می‌کنند. در سراسر کشور آتش برپا می‌شود در حالی که الف‌ها، یولدها و ایسلندی‌ها قبل از خداحافظی تا کریسمس بعدی با هم می‌رقصند. این جشن در جاهای دیگر به عنوان روز تجلیل شناخته می‌شود.